# Conophytum pubescens
Conophytum pubescens är en isörtsväxtart som först beskrevs av Tisch., och fick sitt nu gällande namn av Gordon Douglas Rowley. Conophytum pubescens ingår i släktet Conophytum, och familjen isörtsväxter. Inga underarter finns listade i Catalogue of Life.